# Corredor de Jerdon
El corredor de Jerdon (Rhinoptilus bitorquatus) és una espècie d'ocell de la família dels glareòlids (Glareolidae) que habita els boscos esclarissats i matolls en Andhra Pradesh, al sud-est de l'Índia.